# Tibetaanse Rijk

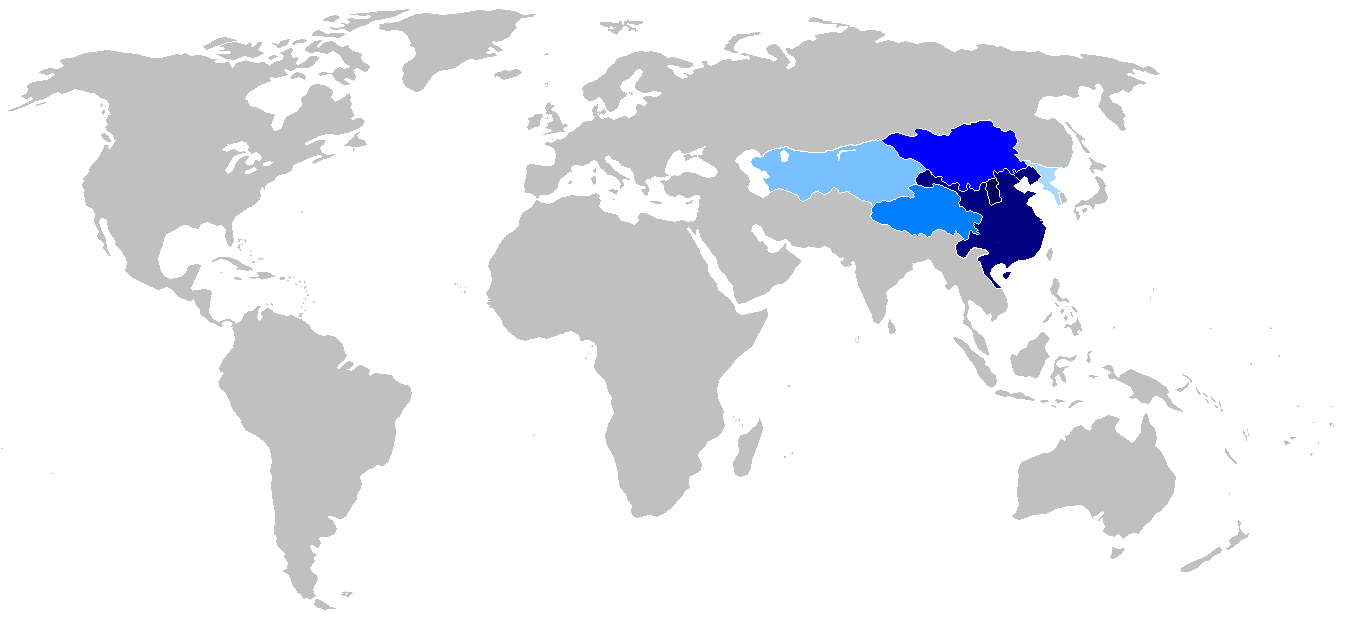
Het Tibetaanse en het Chinese rijk in de zevende eeuw

Het Tibetaanse Rijk was een historisch rijk in Tibet, dat tussen circa 600 en 860 bestond. In de tweede helft van de zevende en de tweede helft van de achtste eeuw was dit rijk een van de dominante machten in Centraal-Azië. Na deze periode begon een eeuwenlange politieke en staatkundige fragmentatie van Tibet.

## Achtergrond
In historisch opzicht zijn het zuiden en oosten van Tibet altijd de meest bevolkte delen van het land geweest. In deze gebieden waren in het midden van de zesde eeuw veel onderling rivaliserende koninkrijkjes aanwezig, die onder gezag stonden van een aantal clanleiders. Een daarvan was het koninkrijk Yarlung, gelegen in de Yarlung-vallei.
De formele titel van de belangrijkste clanleider van Yarlung - de koning - was Tsenpo, De Machtige. Die titel werd later ook voor alle koningen van het Tibetaanse Rijk gebruikt. De allereerste koningen van Yarlung gebruikten ook wel de dynastieke naam van Pugyel, koning van Pu, die waarschijnlijk verband houdt met de oorsprong van de dynastie in Powo, het zuidoosten van Tibet. De overgang van de periode van koningen van Yarlung als regionale clanleiders naar die van koningen van het Tibetaanse Rijk markeert het begin van het Tibetaanse Rijk. Die overgang vond aan het eind van de zesde eeuw plaats.

## De bronnen

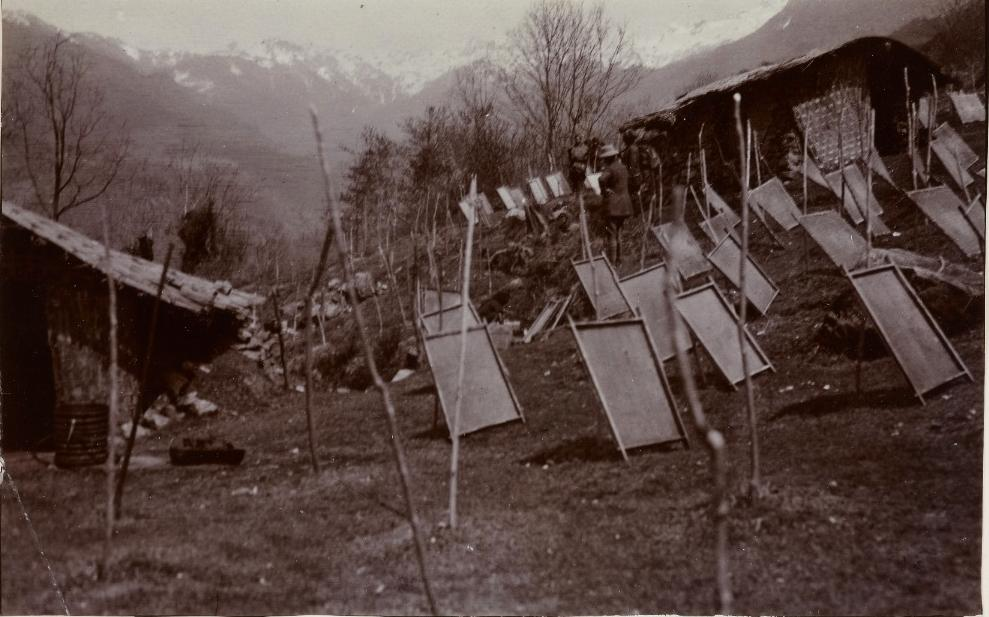
Het maken van papier in Tibet

Een schriftsysteem werd in de eerste helft van de zevende eeuw in Tibet geïntroduceerd. Er zijn dus geen Tibetaanse literaire bronnen van voor die periode.
Globaal zijn er twee categorieën bronnen te benoemen voor de studie van het Tibetaanse Rijk. De eerste, geschreven door boeddhistische historici of die van de bönreligie, vangt aan vanaf het begin van de elfde eeuw, globaal anderhalve eeuw nadat het rijk was verdwenen. Deze bronnen kijken op de periode van het rijk vaak terug als een gouden eeuw, die dan ook wordt bewierookt. Ze beschrijven het rijk vanaf het midden van de zevende eeuw als een boeddhistisch rijk. Het beoogde religieuze en pedagogische doel prevaleert in deze bronnen boven het streven naar historische juistheid.
De tweede categorie zijn de bronnen, die globaal geschreven zijn in de periode waarover verhaald wordt. Naast Tibetaanse bronnen zijn er ook bronnen in andere talen als Chinees, Arabisch of Khotanees.
Tot de vroegste Tibetaanse bronnen behoren aantekeningen op hout en daarna op papier. Inscripties op steles en de bijbehorende edicten zijn buitengewoon waardevol. Tot de belangrijkste behoren de pilaar van Zhöl, pilaar van Samye, pilaar van Karchung, pilaar van het verdrag van Chang'an en de tempel van het verdrag.
De laatste decennia zijn er nieuwe inzichten ontstaan door analyse en bestudering van documenten die pas in de twintigste en eenentwintigste eeuw zijn gevonden. Het betreft bijvoorbeeld documenten die deel uitmaken van de manuscripten van Dunhuang, zoals de Tibetaanse annalen en de Oude Tibetaanse kroniek. Daarnaast betreft het manuscripten als het Testament van Ba en de in 2003 in een verzameling in Peking gevonden Pangtangmacatalogus.
In tegenstelling tot de klassieke Tibetaanse geschiedschrijving zijn deze documenten geschreven tijdens of kort na de periode van het Tibetaanse Rijk. Het belangrijkst en in historische zin meest betrouwbaar zijn de Tibetaanse annalen. Het schrijven van deze annalen moet kort na 640 zijn begonnen. De gevonden versie van de annalen handelt over de periode 640 tot aan 764. De grote waarde van de annalen is, dat ze een sober en strikt zakelijk verslag geven van gebeurtenissen gedurende de periode en - globaal - geschreven zijn in de jaren waarover het handelt.

## De omvang van het rijk in de zevende eeuw

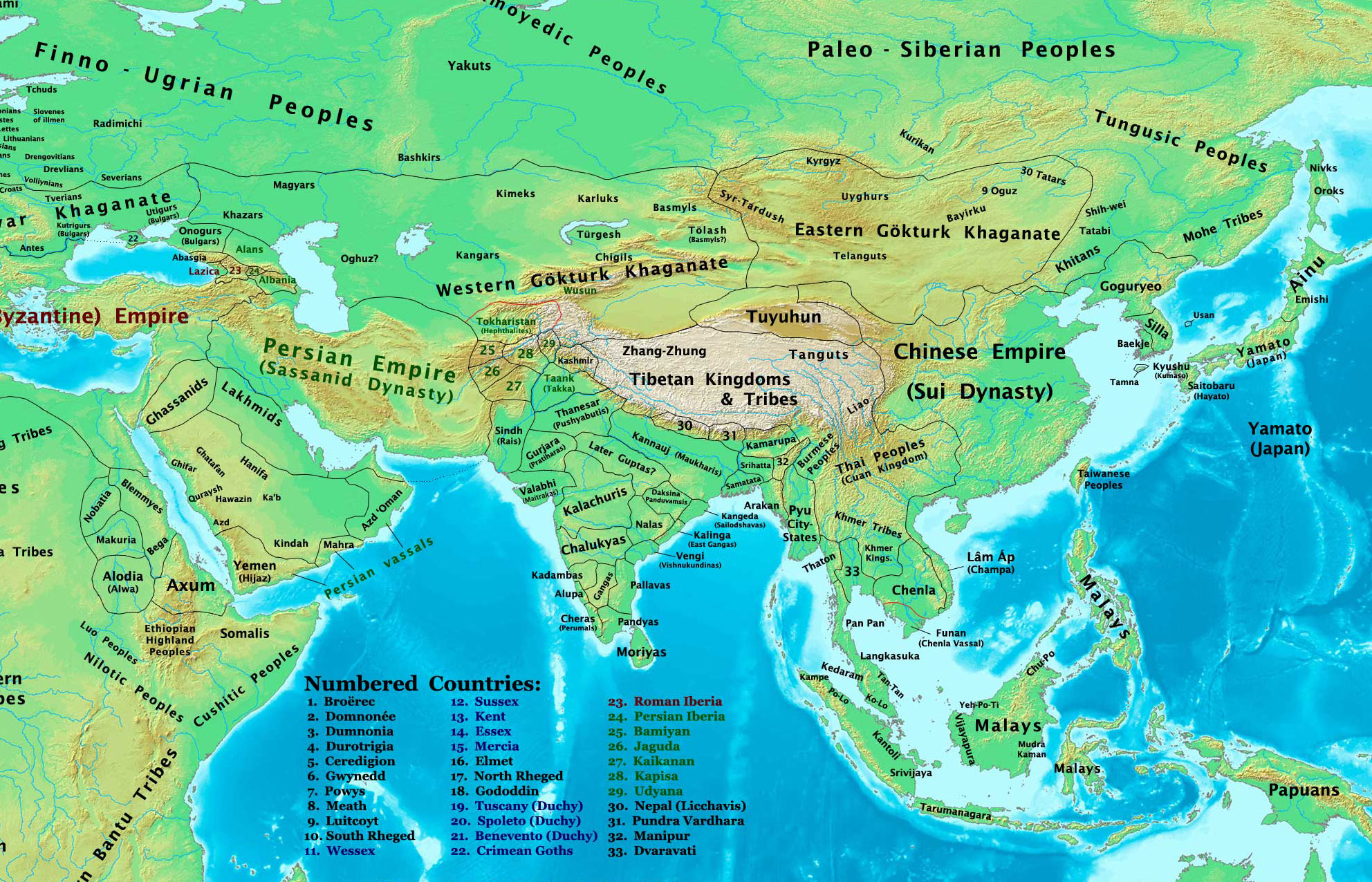
Azië omstreeks 600

De regeerperiode van Takri Nyenzig is het eerste deel van de Tibetaanse geschiedenis waarover enige historisch betrouwbare informatie aanwezig is. Er zijn echter geen historisch betrouwbare gegevens over zaken als de duur van zijn regeringsperiode, geboortejaar en jaar van overlijden. Zijn koningschap moet in de periode van het midden tot het eind van de zesde eeuw gesitueerd worden. Tijdens zijn regeerperiode vangt de ontwikkeling aan van het proces dat in de periode van zijn kleinzoon Songtsen Gampo (605–650) zou leiden tot de totstandkoming van het Tibetaanse Rijk.

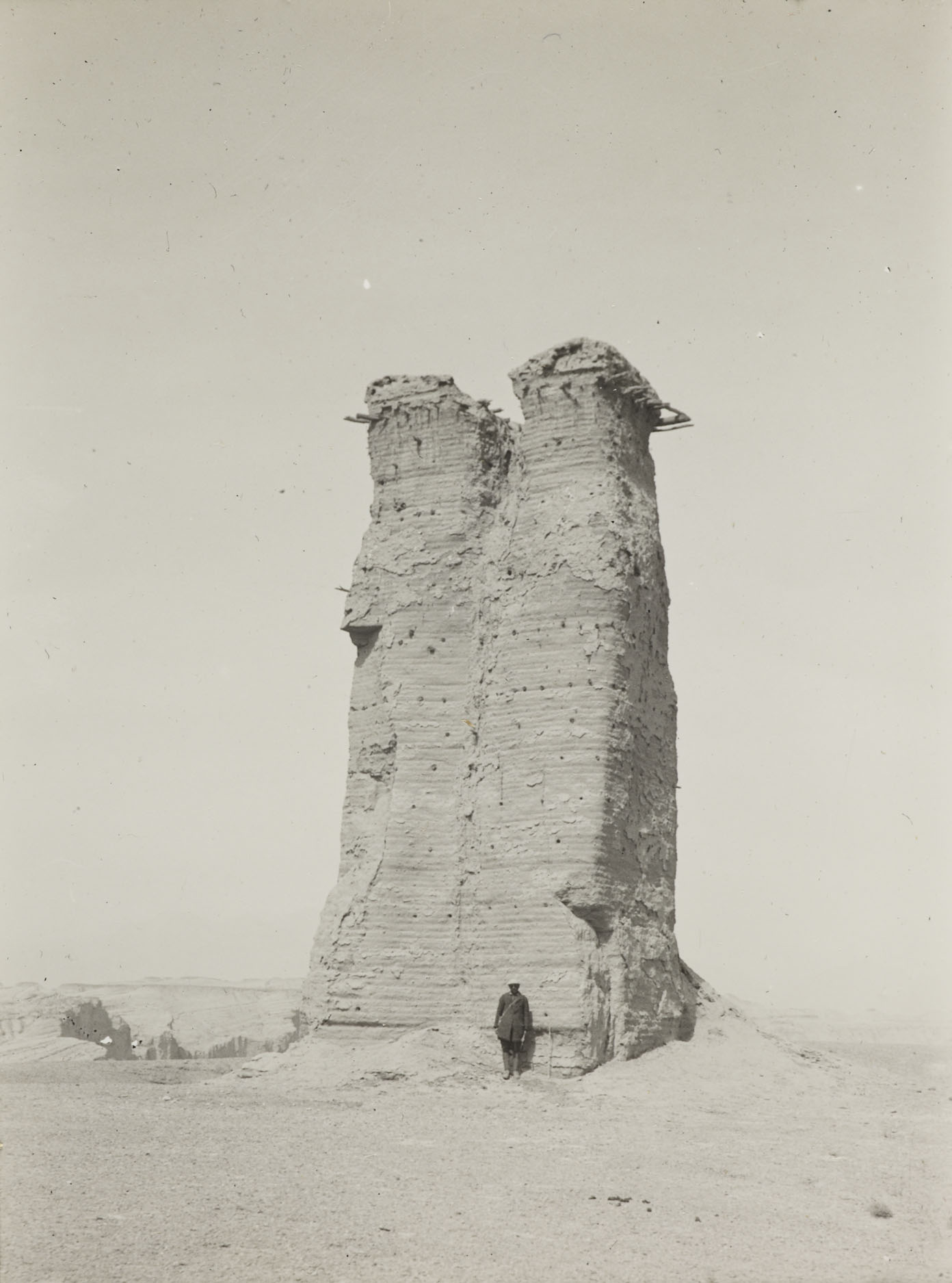
De historische toren van Kucha

Takri Nyenzig trachtte het gebied van het koninkrijk Yarlung uit te breiden met een aantal veroveringen. Het voornaamste doelwit was een concurrerend koninkrijk Ngas-po, dat ten noorden van de Yarlung-vallei moet hebben gelegen. Dat plan mislukte uiteindelijk, omdat Takri Nyenzig ontvoerd werd door een rivaliserende clan en in gevangenschap vermoord werd.
Het plan werd door zijn zoon Namri Songtsen (overleden 617) wel uitgevoerd. Door een combinatie van bondgenootschappen en veroveringen wist hij daarna het koninkrijk uit te breiden met het gebied van de Sumpa. Dat is globaal het gebied van het westelijk deel van Kham en Amdo. In het westen werd het noordelijke deel van Tsang veroverd, tot aan de grens met het koninkrijk Zhangzhung. De regeerperiode van Namri Songtsen bracht ook nieuwe culturele contacten met het oosten, waarbij Chinese medische kennis in Tibet werd geïntroduceerd. De annalen van de Sui-dynastie maken melding van de ontvangst in 608 van een Tibetaanse delegatie aan het Chinese hof.
De banden tussen de koning en de clans maakten het systeem van de Tibetaanse monarchie gevoelig voor spanningen en het werd altijd instabiel op de momenten dat clanleiders besloten dat hun belangen niet meer gediend werden door hun verbindingen met de monarchie. Na 610 was dit het geval en clanleiders die nieuw veroverd gebied bestuurden kwamen in opstand tegen Namri Songtsen. Hij werd in 617 door het toedienen van gif vermoord.
Zijn zoon Songtsen Gampo wist de opstanden neer te slaan en het door zijn vader veroverde gebied te behouden. Hierna wist hij het gebied van Zhangzhung te veroveren. Met de verovering van Zhangzhung was vrijwel het gehele Tibetaanse Plateau voor het eerst onder een verenigd bestuur gebracht. De menskracht, buit en andere bronnen die met de verovering voor Tibet beschikbaar kwamen waren een grote bijdrage voor verdere veroveringen. In de loop van de achtste eeuw werd het gebied in de Tibetaanse cultuur geassimileerd.
Na 630 raakte het Tibetaanse Rijk voor het eerst in een militair conflict met de Chinese Tang-dynastie. In het gebied van Kokonor had zich in de derde eeuw een Turkstalig nomadenvolk, de Azha gevestigd. Vanaf het begin van de zevende eeuw vormden de Azha in feite een bufferstaat tussen de Tang-dynastie en het Tibetaanse Rijk. Omstreeks 634 zond de Tang-dynastie een leger naar het gebied, dat de Azha versloeg. Dit bracht de Tang-dynastie in conflict met het Tibetaanse Rijk. Het zou tot in de tweede helft van de eeuw duren voordat dit gebied definitief onderdeel van het Tibetaanse Rijk werd.
Aan het eind van de regeerperiode van Songtsen Gampo was Nepal tot een vazalstaat gemaakt en was het gebied van de huidige Indiase deelstaat Arunachal Pradesh en Sikkim onderdeel van het rijk.
In de periode van zijn opvolgers Mansong Mangtsen (643 - 676) en Tridu Songtsen (670 -704 was de feitelijke macht in het rijk in handen van leden van Gar-clan. Tot 668 was minister Gar Tongtsen de belangrijkste machtsfactor in het rijk. Na zijn overlijden waren dat zijn drie zoons.

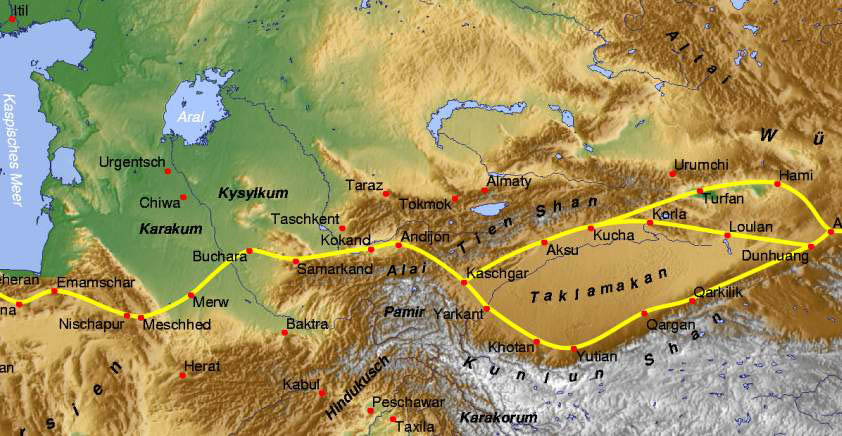
Zijderoute in Centraal-Azië

In die tweede helft van de zevende eeuw voltrok de expansie van het Tibetaanse Rijk zich met een grote snelheid. Rond 670 waren het gebied rond Kashgar en stadstaten als Khotan en Kucha veroverd. Het kanaat van de Westelijke Turken, een van de opvolgers van het rijk van de Göktürken, was tot een Tibetaanse vazalstaat gemaakt.
In de jaren na 690 wist Tridu Songtsen uiteindelijk de macht van de Gar-clan te breken. De Gar-clan had decennialang met name in het gebied van de Azha rond Kokonor een machtspositie opgebouwd. De vernietiging van de clan leidde in de jaren na 690 tot opstanden aldaar, die door Tridu Songtsen moesten worden neergeslagen. Dit leidde tot een zekere verzwakking van de militaire positie van het rijk. In 693 heroverden de Chinezen het gebied van en rondom het Tarimbekken. Zij verkrijgen daardoor weer de controle over een aanzienlijk groter deel van de Zijderoute.

## Ontwikkelingen in de achtste eeuw

Het Tibetaanse Rijk en dat van de Tang-dynastie rond 740

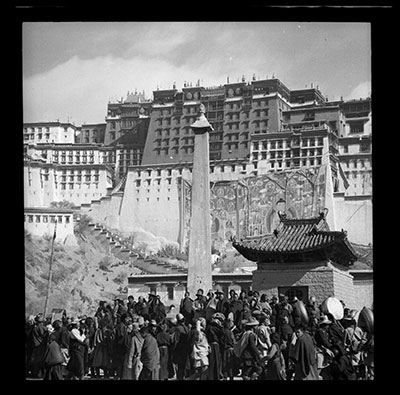
De pilaar van Zhöl heeft uitvoerige inscripties over de situatie in het rijk in 755

Tijdens de periode van koningin Tri Malö (r.705-712), de enige vrouwelijke heerser van het rijk, was het rustig aan de grenzen. Daarna verplaatste de strijd tussen het Tibetaanse Rijk en het China van de Tang-dynastie zich naar het verder westelijk gelegen deel van de Zijderoute, en omringende gebieden. Vanaf 715 mengden zich ook andere groeperingen en partijen in die strijd, als de Arabieren, de Türgesh, een confederatie van Turkstalige volksstammen, de Karlukken en later de Oeigoeren. Zowel door de Tang-dynastie als door het Tibetaanse Rijk werden steeds wisselende coalities gesloten.
De Tibetanen behaalden enige militaire successen, maar over het algemeen was het Tibetaanse Rijk in die periode in het defensief. In 730 werd door China en Tibet een vredesverdrag gesloten. Dat werd in 737 verbroken door de Tibetanen, toen zij het in gebied van de Pamir intervenieerden, een gebied dat traditioneel tot de invloedssfeer van de Tang-dynastie behoorde.
Rond 738 tot 754 viel de Tang-dynastie Tibet op vele fronten aan. De enige min of meer stabiele bondgenoot van de Tibetanen, het rijk van de Türgesh, viel door interne strijd in 738 uiteen en kon geen rol meer spelen. In 744 en volgende jaren volgden er invallen van Chinese troepen, die diep tot in Centraal-Tibet doordrongen. Even na 750 had Tibet vrijwel alle eerdere veroveringen in Centraal-Azië moeten opgeven.
De lange serie nederlagen tegen de Tang, de voortdurende intriges van de clans aan het hof en het onvermogen van de Tibetaanse koning Tridé Tsungtsen leidden tot een chaotische situatie. De uitgebreide tekst van de inscripties op de pilaar van Zhöl maakt duidelijk, dat Tibet in 755 aan de rand van een burgeroorlog stond. In die situatie werd Tridé Tsungtsen door de ministers Lang en Bal vermoord.
Feitelijk werd Tibet gered door de opstand van An Lushan tegen de Tang-dynastie in hetzelfde jaar (755). Die opstand werd in 757 uiteindelijk bedwongen, maar de Tang-dynastie kwam ernstig verzwakt uit de strijd. Dit gaf Tibet de tijdruimte om enige orde op zaken te stellen.

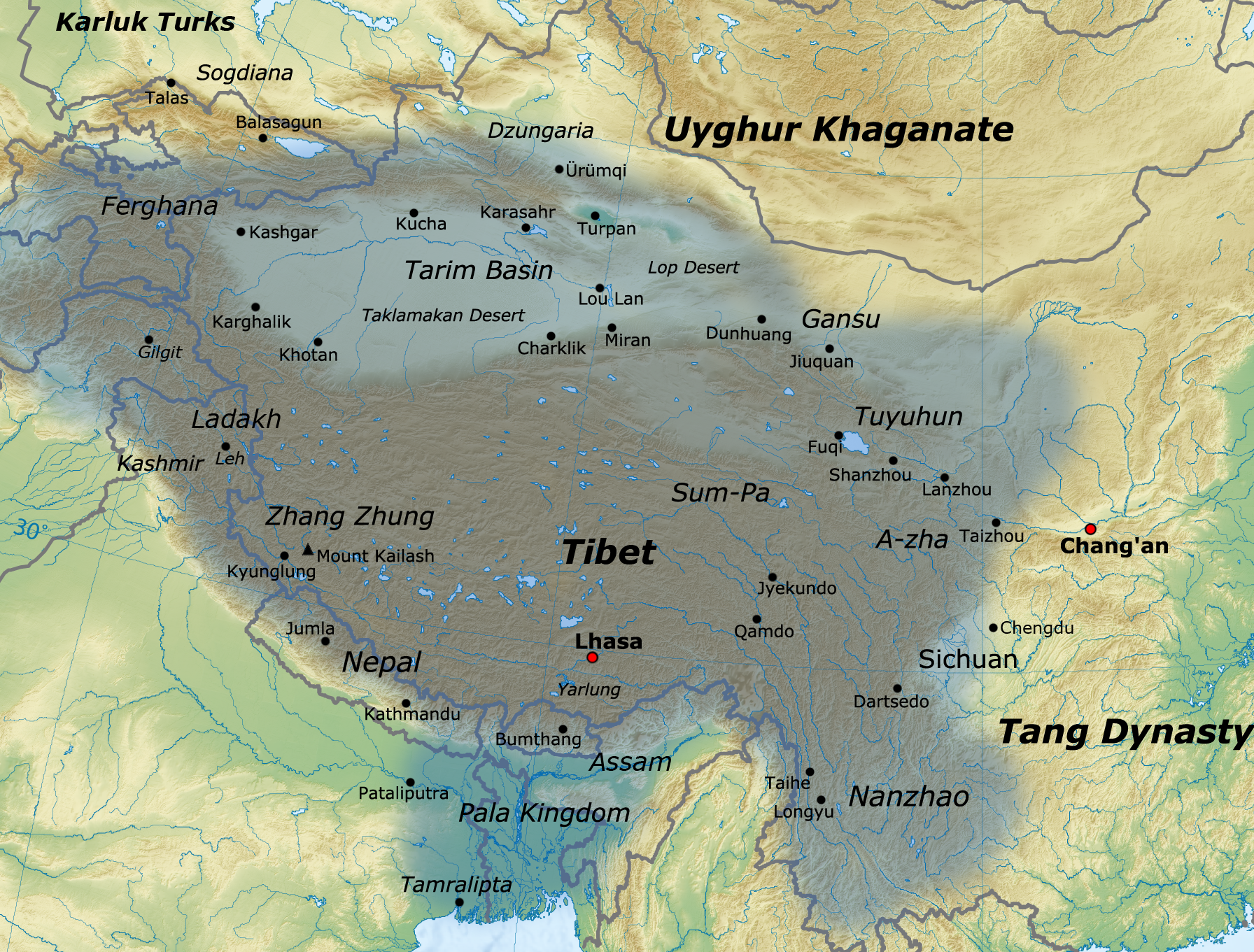
Omstreeks 800 bereikte het rijk zijn grootste omvang

De vermoorde Tridé Tsungtsen werd opgevolgd door Trisong Detsen (742-800). In zijn regeerperiode bereikte het rijk de grootste omvang ooit. In 763 slaagden de Tibetanen erin kort de hoofdstad van de Tang-dynastie, Chang'an, het huidige Xi'an, te bezetten. De feitelijke controle over de stad duurde maar een aantal weken, maar de Tibetanen bleven gedurende de decennia daarop het gebied ten westen en ten noorden van Chang'an domineren.
Khotan werd weer heroverd op de Chinezen, alsmede de omgeving van Lob Nuur en Dunhuang, een belangrijk entrepot aan de zijderoute en het centrum van het Chinese boeddhisme. Hiermee controleerde Tibet het grootste deel van de zuidelijke zijderoute en een belangrijk deel van de Gansu-corridor.
In het begin van de regeerperiode van Sadnaleg (r. 800 - ca. 815) waren er met name militaire confrontaties met de Arabieren. Een Arabische bron meldt dat de Tibetanen de stad Samarkand, de toenmalige hoofdstad van Transoxanië, belegerden. Kalief Haroen ar-Rashid (overleden in 809) zou overleden zijn op weg naar Samarkand om de stad te ontzetten.
In het laatste deel van de regeringsperiode van Sadnaleg was er sprake van wisselende coalities tussen Chinezen, Tibetanen, Arabieren en Oeigoeren. Tijdens deze periode vroeg de khan van de Oeigoeren herhaaldelijk om de hand van een Chinese prinses. Die wens werd uiteindelijk door de Chinezen ingewilligd. Dit was een bedreiging voor de Tibetaanse aanwezigheid in de Gansu-corridor. De Tibetanen werden daar nu aan zowel westelijke als oostelijke zijde ingesloten door de Tang-dynastie en haar bondgenoten. De corridor was een schakel in de Zijderoute, waarover de handel tussen het noorden van China naar het Tarimbekken en de markten in Centraal-Azië verliep.
De alliantie leidde tot een serie militaire confrontaties die ook nog zouden voortduren in de tijd van Sadnalegs opvolger Ralpachan (806-841). De vijandigheden eindigden bij de vredesverdragen van 821/822, waaronder het verdrag van Chang'an.

## Stagnatie en val van het rijk in de negende eeuw

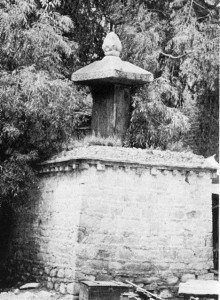
De tekst van het Verdrag van Chang'an in zowel Chinees als Tibetaans op een pilaar bij de Jokhang-tempel. Zie voor een Engelse vertaling van de tekst

Net als vrijwel ieder ander feodaal rijk was ook het Tibetaanse voor het verkrijgen van een economisch surplus afhankelijk van steeds verdere expansie. Het overschot van nieuw veroverde gebieden kwam ten goede aan het hof en de administratie, en werd gebruikt om krijgsheren te belonen, die vervolgens meer nieuwe gebieden konden veroveren. De kosten voor de oorlogen in de jaren voor 821/822 waren hoog geweest. De afgesloten verdragen stabiliseerden dan wel de grenzen, maar de vrede maakte een einde aan verdere gebiedsuitbreiding. Het Verdrag van Chang'an met China van 821 markeert het tijdstip in de geschiedenis van het Tibetaanse Rijk, dat er definitief een einde kwam aan de expansie. Na 821/822 verdween iedere vorm van een economisch overschot en werd spoedig een situatie van tekort bereikt.
In de regeerperiode van Ralpachan wist de boeddhistische geestelijkheid belangrijke machtsposities in te nemen. Ralpachan bleef ook na 820 de verspreiding van boeddhisme met genereuze schenkingen aan de religieuze gemeenschap ondersteunen. In meerdere documenten wordt over Ralpachan opgemerkt dat hij de staatszaken verwaarloosde en overliet aan boeddhistische ministers. In die documenten wordt Ralpachan als een zwakke persoonlijkheid beschreven, die feitelijk niet in staat was het land met krachtige hand te besturen. In de annalen van de Tang-dynastie wordt over Ralpachan gemeld dat hij zeer langdurig ziek was en gedurende lange tijd niet in staat was tot regeren.
Bij een belangrijk deel van de aristocratische familieclans nam de weerstand tegen de in hun ogen excessieve en economisch niet meer verantwoorde bestedingen voor kostbare religieuze vertalingen, stichting van kloosters die van belasting vrijgesteld werden en andere boeddhistische projecten toe. Vermindering van hun eigen machtspositie speelde uiteraard ook een belangrijke rol. Ralpachan werd uiteindelijk vermoord door leden van de clan van de Ba en van de clan van de Chogro.
Zijn broer Langdarma (841-842) was de laatste koning van een min of meer verenigd rijk. In de klassieke Tibetaanse geschiedschrijving wordt Langdarma beschreven als een wreed vervolger van het boeddhisme, met de val van het rijk als gevolg. Tibetologisch onderzoek van de laatste decennia geeft een wezenlijk ander beeld. Hedendaagse tibetologen gaan ervan uit, dat na de moord op Ralpachan de politieke invloed van de boeddhistische hiërarchie verminderde en een aantal boeddhistische ministers vervangen werd door personen uit de oudere aristocratische clans. Er zal in die korte periode ook ongetwijfeld sprake zijn geweest van beperking van privileges van kloosters en de boeddhistische geestelijkheid. De voornaamste reden van het terugdringen van uitgaven aan de kloosters en geestelijkheid was echter, dat er geen financiële mogelijkheden meer waren die te handhaven. Hetzelfde onderzoek geeft aan dat Langdarma zelf juist een gelovig boeddhist was. Hij werd in 842 vermoord door de toenmalige abt van het klooster Samye.
Na de moord op Langdarma verloor Tibet in ongeveer tien jaar tijd al zijn veroveringen in Centraal-Azië. In 849 kwam Dunhuang weer in Chinese handen. Vanaf 850 begon een opstand tegen de laatste vormen van centraal gezag in het land, die uitmondde in een burgeroorlog. De oude clans besloten dat hun belang niet verder gediend was met een verbinding met de monarchie. De clans gingen een hevige onderlinge concurrentiestrijd aan met elkaar.
De clan van de Bro verbond zich nog wel met de partij van Ösung (846-893), die in de literatuur genoemd wordt als de laatste representant van de monarchie. De clan van de Ba was in die strijd de belangrijkste tegenstander. Rond 866 werd de belangrijkste aanvoerder van de Ba gedood in een veldslag met een leger van de Oeigoeren. De clan van de Bro was te zeer uitgeput om de strijd voort te zetten. Het rijk is dan feitelijk verdwenen.

## De positie van de koning en de clans

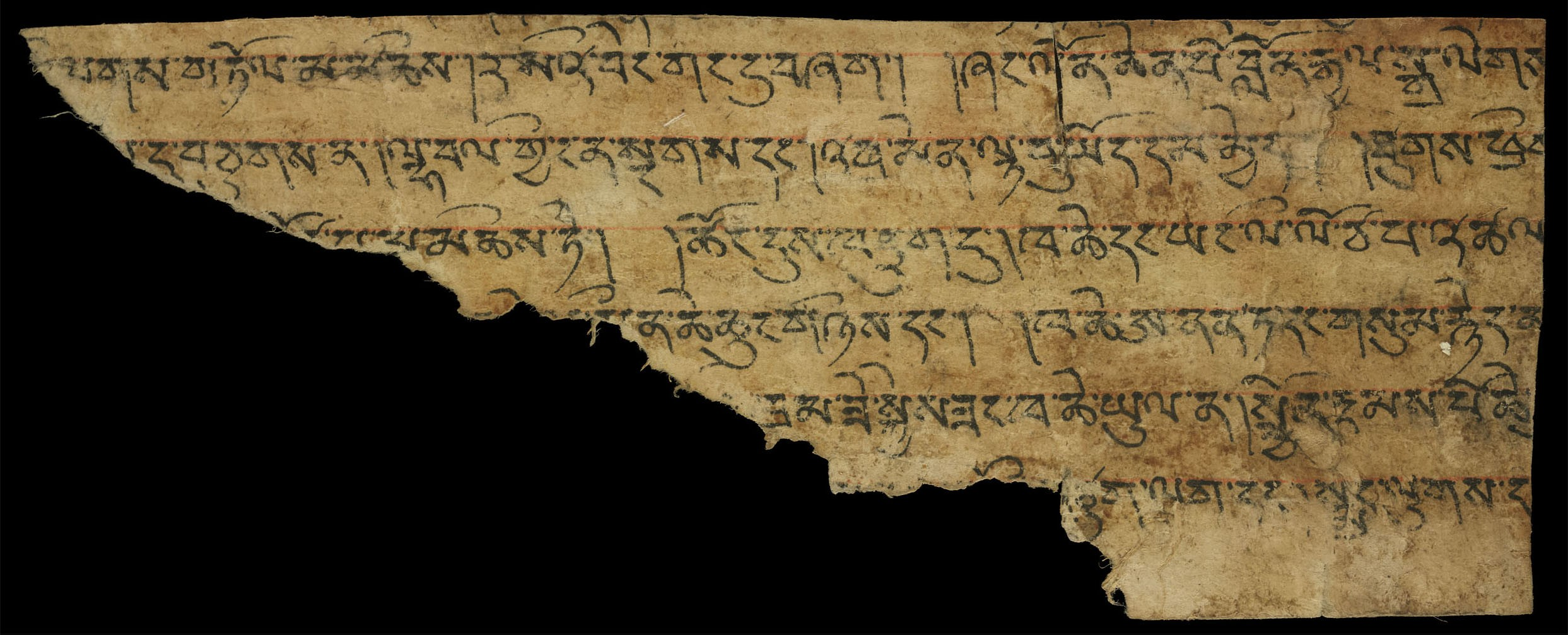
Fragment van het Testament van Ba, waarin de clan van de Ba zijn daden in de periode van het rijk rechtvaardigt

In de klassieke Tibetaanse geschiedschrijving wordt sterk de nadruk gelegd op het sacrale karakter en de goddelijke herkomst van de koningen en de monarchie. De koning was echter geen absolute vorst, maar moest als een primus inter pares regeren, die slechts zeker kon zijn van zijn positie zolang de clanleiders hem wensten te ondersteunen. Sterke koningen als Songtsen Gampo en Trisong Detsen konden de macht van de clans goed hanteren, maar een aanzienlijk groter aantal koningen was feitelijk een marionet in hun handen. Een koning kon alleen succesvol zijn als hij kon zorgen dat de belangen van het koningschap en dat van de meeste clans samenvielen.
In de vormgeving van het koningschap speelden allianties door huwelijken een enorme rol. Al voor de periode van het Tibetaanse Rijk bestond er een gebruik, waarbij een aantal van de belangrijkste clans steeds in een rotatiesysteem een vrouw konden leveren aan de koning die bestemd was een troonopvolger te baren. In de Oude Tibetaanse kroniek worden vanaf de periode van Totori Nyantsen ( r.begin vijfde eeuw ) de vrouwen vermeld, die de troonopvolger baarden met de naam van de clan waar zij uit afkomstig waren. Deze clans hadden de titel  zhang. De in het Tibetaanse Rijk vaak gebruikte titel Zhanglön voor de hoogste adellijke rangen, betekent dan ook minister die zowel schoonvader als grootvader van de zijde van de moeder is.
In tegenstelling tot wat in latere Tibetaanse literatuur hierover vermeld wordt, werden niet-Tibetaanse vrouwen, zoals bijvoorbeeld de Chinese prinsessen Wengcheng en Jingcheng volstrekt uitgesloten van de mogelijkheid een troonopvolger te baren.
De kroniek geeft ook in andere delen aan hoe belangrijk die relatie tussen de koning en de clanleiders was. Het tweede hoofdstuk van de kroniek is geheel gewijd aan een opsomming van de belangrijkste ministers vanaf de periode van Zanam Zindé ( Als dit een historische persoon is geweest, moet die periode ongeveer in het begin van de tweede eeuw worden gedateerd.) De lijst loopt door tot aan de ministers van Langdarma. De meeste ministers worden beschreven in termen van bijvoorbeeld zeer wijs.

## Het hof van de koning

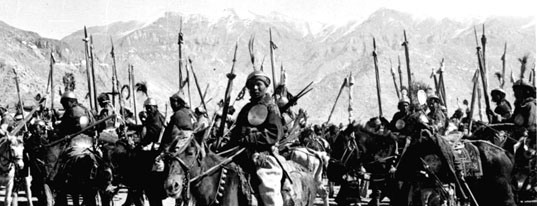
Foto uit 1942. Tibetaanse ruiters in ceremonieel kostuum presenteren zich als troepen uit de tijd van het Tibetaanse Rijk

Het rijk had geen hoofdstad. Het spirituele en politieke centrum van het rijk was de verblijfplaats van de koning. De Tibetaanse annalen geven in de opening van het verslag over ieder jaar steeds de verblijfplaats van de koning tijdens de periode van de zomer en de winter. Het ging om een  mobiel hof, een groot kamp, dat tweemaal per jaar verhuisde.
Hierdoor kon de koning zich op zichtbare manifesteren ten opzichte van zijn onderdanen. Het bood de aristocratische clans ook de mogelijkheid prestige te verwerven door het hof uit te nodigen een seizoen op hun landgoederen door te brengen. Tegelijkertijd benadrukte het ook de afhankelijkheid van de koning ten opzichte van de clans. Aan het hof waren ambtenaren, soldaten en geestelijken verbonden. Vanaf de periode van Trisong Detsen was ook de persoonlijke sangha van de koning aan het hof verbonden.

## De bestuurlijke organisatie van het rijk

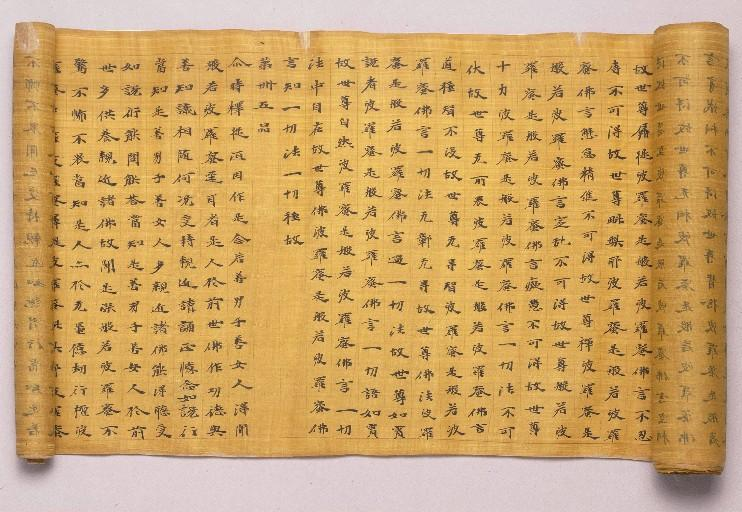
Veel van de Tibetaanse documenten in Dunhuang, ook de Tibetaanse annalen, werden geschreven op de achterkant van vellen waar al een soetra in het Chinees op stond.

In de eerste fase van de expansie werden veroverde koninkrijken binnen de structuur van het rijk gebracht door het creëren van nieuwe territoriale eenheden. Er waren vier regionale topfunctionarissen, die veroverde gebieden zoals Zhangzhung en Sumpa bestuurden. Dit was het begin van een proces, waarbij de nieuwe structuren van een rijksgebied de territoria van lokale clans van veroverde gebieden verving.
De eerste poging dat te institutionaliseren wordt aangeduid als De Achttien Delen van de Macht. Specifieke gebieden werden toegewezen aan specifieke clans om te besturen. Waarschijnlijk bevestigde dat een al bestaande de facto situatie, maar dit was het begin van een proces waarin voorheen autonome gebieden administratieve eenheden van het rijk werden.
Deze indeling kwam tot stand in de periode van Songtsen Gampo en werd in de tweede helft van de zevende eeuw vervangen door de indeling van De Hoorns.
Aanvankelijk was dit een territoriale verdeling van Tibet in Drie Hoorns ( Midden, Rechts en Links, gezien vanuit het noorden. De Rechter Hoorn is dus ten westen van de Midden Hoorn). Dit werden later vier Hoorns. De zogenaamde Hoorn van Sumpa wordt wel beschouwd als een vijfde Hoorn.

De vier Hoorns van Centraal-Tibet aan het eind van de zevende eeuw. Voor uitleg van de kaart, zie

Globaal omvatten de Hoorns gezamenlijk Centraal-Tibet. Iedere Hoorn alsmede het gebied van Zhangzhung en delen van het oosten van Tibet was verdeeld in districten van duizend huishoudens. Deze districten vormden de basis voor administratieve maatregelen op burgerlijk en militair gebied. Het uitgangspunt was dat iedere Hoorn tien districten van duizend huishoudens zou bevatten. De vijf Hoorns hadden gezamenlijk dus vijftigduizend huishoudens.
In een aantal gevallen opereerden de districten ook als een militaire kolonie, die in haar geheel migreerde om pas veroverde gebieden te koloniseren.
De veroverde gebieden in de periferie van het rijk stonden onder gezag van een militair bestuur. Er waren acht of negen van die bestuursorganen, afhankelijk van het militaire succes van het rijk op dat moment. In gebieden onder een dergelijk bestuur konden er verschillende vormen van territoriale indelingen bestaan; van districten van honderd huishoudens tot aan districten met tienduizend huishoudens.
De Conferentie, een politieke raad, kwam ieder jaar tweemaal bijeen. Het wordt in de annalen voor het eerst in 673 genoemd. Net als het hof van de koning kwam de Conferentie steeds op verschillende plaatsen samen. De Raad had een roterend voorzitterschap en hier werden de belangrijkste politieke en administratieve beslissingen genomen. In de Tibetaanse annalen worden deze beslissingen beschreven. Het is niet duidelijk welke functionarissen precies deel uitmaakten van de Conferentie. De raad hield zich vooral bezig met beslissingen inzake Centraal-Tibet. Er was een raad voor het gebied van Amdo en andere raden voor de verschillende militaire bestuursorganen van veroverde gebieden aan de periferie van het rijk.

## Het rijk en de religie

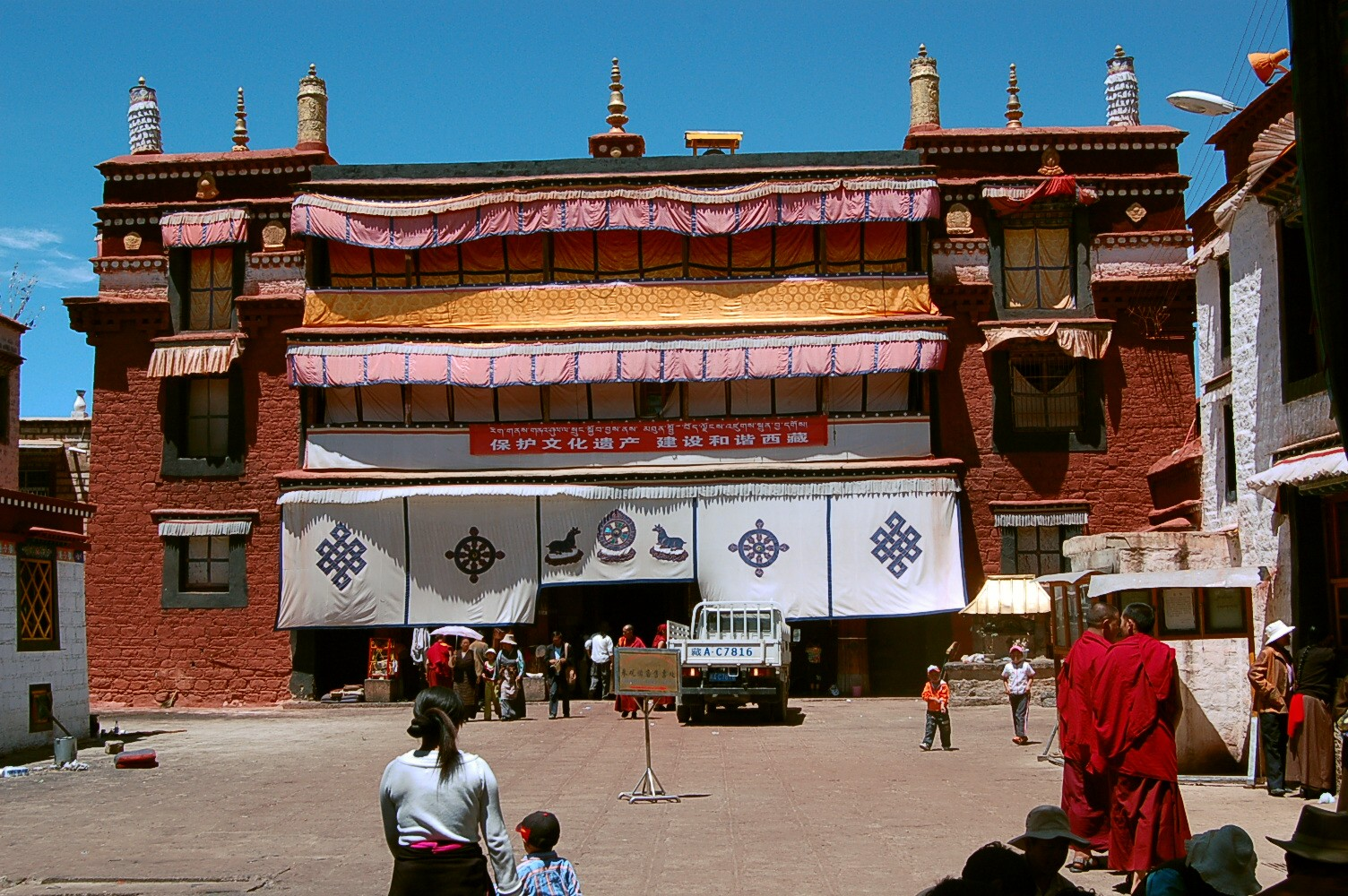
Hedendaagse tibetologen dateren de bouw van de tempel Ramoche nu omstreeks 730 en niet meer in de tijd van Songtsen Gampo

Huineng, een van de grote leraren van het Chinese Chanboeddhisme verscheurt soetras

In de klassieke Tibetaanse geschiedschrijving is het rijk vanaf de periode van Songtsen Gampo (605-650) al een boeddhistisch rijk. Strikt historisch gezien is het niet geheel uitgesloten dat er tijdens de periode van Songtsen Gampo al enige boeddhistische aanwezigheid was en getolereerd werd in Tibet. Het moet dan echter om een zeer beperkt aantal individuen gehandeld hebben. Zowel in de Tibetaanse annalen als de Oude Tibetaanse kroniek wordt nergens melding gemaakt van het voorkomen van enig boeddhisme tijdens deze periode. Er is geen ook enkele hedendaagse tibetoloog, die noties hanteert dat Songtsen Gampo en/of zijn hof zich bekeerd zou hebben tot het boeddhisme.
Aanwezigheid van boeddhisme op enige schaal komt pas ruim honderd jaar later voor in de periode van Trisong Detsen. Ook in die tweede helft van de achtste eeuw was er echter nog sprake van een grote religieuze diversiteit. Het rijk trok naast gelukzoekers ook vele personen uit omringende gebieden aan, die aan het Tibetaanse hof en bij de elite hun overtuigingen wilden prediken. Daar waren vertegenwoordigers bij van meer klassieke al bestaande stromingen in het boeddhisme, zoals het Madhyamaka. Een voorbeeld daarvan is dan Shantarakshita. Maar ook groepen die bijvoorbeeld het Chinese Chanboeddhisme wilden uitdragen, zoals Moheyan. Daarnaast arriveerden er uit India ook vele yogis en exorcisten. Ook de oude animistische religie en de bönreligie waren aanwezig aan het hof.
De keus voor het boeddhisme van Trisong Detsen had vooral strategische motieven.
Zolang Tibet een relatief besloten gebied was gebleven, was er nauwelijks behoefte aan een bron van autoriteit die buiten de oorspronkelijk Tibetaanse traditie lag van familieclans en animisme. De uitbreiding van het rijk, waardoor Tibetaanse koningen ook het gezag kregen over totaal andere etnische groepen dan Tibetanen, maakte een vorm van een universele wetgeving noodzakelijk.
Het boeddhisme met opgeleide geleerden, zijn methodes van vertalingen, de aanwezigheid van bibliotheken in kloosters bood daarbij de beste mogelijkheden.
Boeddhisten spraken ook een internationale taal. Alle grote boeddhistische centra in Azië waren verbonden door de literaire erfenis van het Sanskriet. Vanuit het Tibet in de tweede helft van de achtste eeuw gezien moet uiteindelijk het boeddhisme hun het meest prominent culturele systeem geleken hebben in het hun bekende deel van de wereld.
Het zou overigens onjuist zijn te stellen dat in de periode van Trisong Detsen de volledige elite van het land nu tot het boeddhisme was overgegaan. Animistische rituelen, ook bij de elite van het land, bleven gedurende de hele periode van de dynastie voorkomen.
In de klassieke Tibetaanse geschiedschrijving wordt de periode van Ralpachan beschreven als het tijdperk waarin Tibet dan echt een boeddhistisch land wordt. Ook daar zijn grote kanttekeningen bij te plaatsen. De annalen van de Tang-dynastie alsmede documenten uit Dunhuang melden dat bij de ondertekening van het verdrag uit 821/822 een meerderheid van de leden van de Tibetaanse delegatie dit vierde met oude animistische rituelen. Hierbij werden de zon en de maan opgeroepen getuige te zijn van het verdrag en werden dierenoffers gebracht.
Ralpachen zelf, in de Tibetaanse geschiedschrijving de grootste van de "Religieuze Koningen" werd begraven op de oude animistische begraafplaats van Phong-rgyas, waar bijvoorbeeld ook zijn vader Sadnaleg alsmede de twee andere Religieuze Koningen Tri Songtsen Gampo en Tri Songdetsen begraven waren. In de inscriptie bij zijn graf wordt over zijn daden in strikt niet-boeddhistische termen verhaald.

## Lijst van koningen van het Tibetaanse Rijk
| Regeringsperiode                      | Naam van koning                                                                                |
| ------------------------------------- | ---------------------------------------------------------------------------------------------- |
| midden zesde eeuw tot eind zesde eeuw | Takri Nyenzig                                                                                  |
| eind zesde eeuw -619                  | Namri Songtsen                                                                                 |
| 619-641                               | Eerste periode Songtsen Gampo ( 605-650)                                                       |
| 641-646                               | Gungri Gungtsen                                                                                |
| 646-650                               | Tweede periode Songtsen Gampo                                                                  |
| 650-676                               | Mansong Mangtsen (643-76)                                                                      |
| 686-704                               | Tridu Songtsen (676-704)                                                                       |
| 704-705                               | Lha Bal-po                                                                                     |
| 705-712                               | Koningin Tri Malö                                                                              |
| 712-754                               | Tridé Tsungtsen (704-754)                                                                      |
| 756-797                               | Trisong Detsen (742-ca.800)                                                                    |
| 797-798                               | Muné Tsenpo ( overleden 798)                                                                   |
| 798-ca.800                            | Tweede periode van Trisong Detsen, regeert met zijn gekozen opvolger Sadnaleg, (overleden 815) |
| 800-802                               | Muruk Tsenpo ( overleden 804) zet Sadnaleg af na de dood van Trisong Detsen                    |
| 802-815                               | Tweede periode Sadnaleg, tezamen met Murik Tsenpo (overleden 804)                              |
| 815-841                               | Tri Ralpachan (overleden 841)                                                                  |
| 841-842                               | Langdarma (overleden 842)                                                                      |
| ca. 846-ca. 893                       | Ösung (ca. 843 -ca. 893)                                                                       |